# 霍沃魯哈
48°34′29″N 39°5′41″E / 48.57472°N 39.09472°E
霍沃魯哈（烏克蘭語：Говоруха）是位於烏克蘭東部的村莊，由盧甘斯克州阿爾切夫斯克區的濟莫希里亞市鎮負責管轄。該村始建於1918年，面積0.47平方公里，海拔高度54米，2001年人口207，人口密度每平方公里440.4人。